# تشارلز غريغوري (لاعب كريكت)
تشارلز غريغوري (30 سبتمبر 1878 - 14 نوفمبر 1910) (بالإنجليزية: Charles Gregory)‏ هو لاعب كريكت أسترالي. شارك مع منتخب أستراليا الوطني للكريكت.

## وصلات خارجية
- تشارلز غريغوري على موقع إي آس بي آن كريك إنفو (الإنجليزية)